# Подовинное (СПК)
СПК «Подовинное» — животноводческое предприятие в Челябинской области России, один из крупнейших производителей молока в регионе
Предприятие возникло в XIX веке в качестве сельскохозяйственного имения купцов Яушевых. Хозяйство было оснащено современной паровой мельницей, в его состав также входил конный завод и производство кумыса.
После Октябрьской революции предприятие было национализировано. В 1919 году бывшее имение Яушевых было преобразовано в один из первых совхозов на территории региона. В 2002 г. совхоз преобразован в сельскохозяйственный производственный кооператив. В 2016 года компания «Подовинновское молоко», принадлежащая председателю СПК «Подовинное» С. Мельникову и его сыну, приобрела молочный завод в Южноуральске. На нём из сырья, поставляемого СПК «Подовинное», производится молочная продукция (молоко, кисломолочные продукты, мороженое и пр.).